# Canone (diritto privato)
Un canone, nel diritto privato, è un corrispettivo periodicamente versato da un contraente all'altro come controprestazione per l'utilizzo di un bene.

## In Italia
Il codice civile italiano chiama canone il corrispettivo dovuto dall'enfiteuta al concedente del fondo (art. 960 c.c. e ss.; art. 2763 c.c.) e dall'affittuario al locatore (art. 1639 c.c.). Tuttavia, nel diritto italiano, il termine è stato ed è tuttora regolarmente utilizzato per indicare qualsiasi corrispettivo di locazione.
Il canone d'affitto, per cui vigono norme particolari, è più precisamente denominato fitto all'art. 1639 c.c.
Le pigioni delle case, i fitti dei beni rustici e ogni altro corrispettivo di locazioni si prescrivono in cinque anni (art. 2948 c. 3 c.c.).